# Kościół i klasztor Reformatów w Żurominie
Kościół i klasztor Reformatów w Żurominie – kompleks budynków zakonnych wybudowanych w stylu barokowym w latach 1715–1780 w Żurominie. 

## Historia
W skład zespołu wchodzi kościół pod wezwaniem Świętej Trójcy – Sanktuarium Matki Bożej Żuromińskiej i budynek poklasztorny. Do 1773 w klasztorze rezydowali jezuici. Po kasacie zakonu opiekę nad zespołem przejęli franciszkanie reformaci. Opiekowali się świątynią do kasaty w 1865. Do 1908 świątynia była siedzibą wikariusza parafii Lubowidz. W tym roku została utworzona samodzielna parafia. Kościół był remontowany w 1969 i w latach 1997–2000. Mieści się przy ulicy Tadeusza Kościuszki 4.

## Galeria

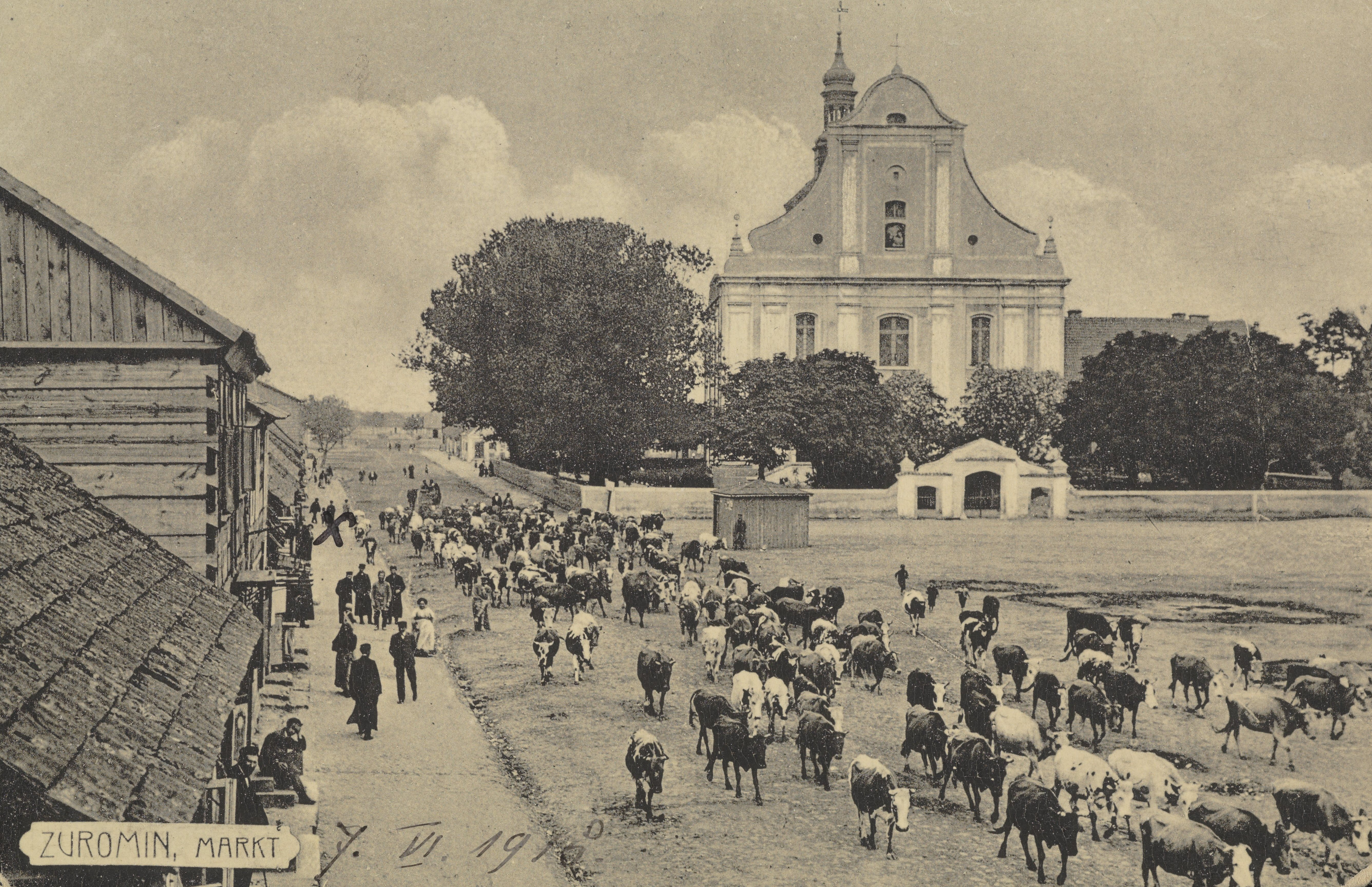
* Kościół na pocztówce z 1910 roku
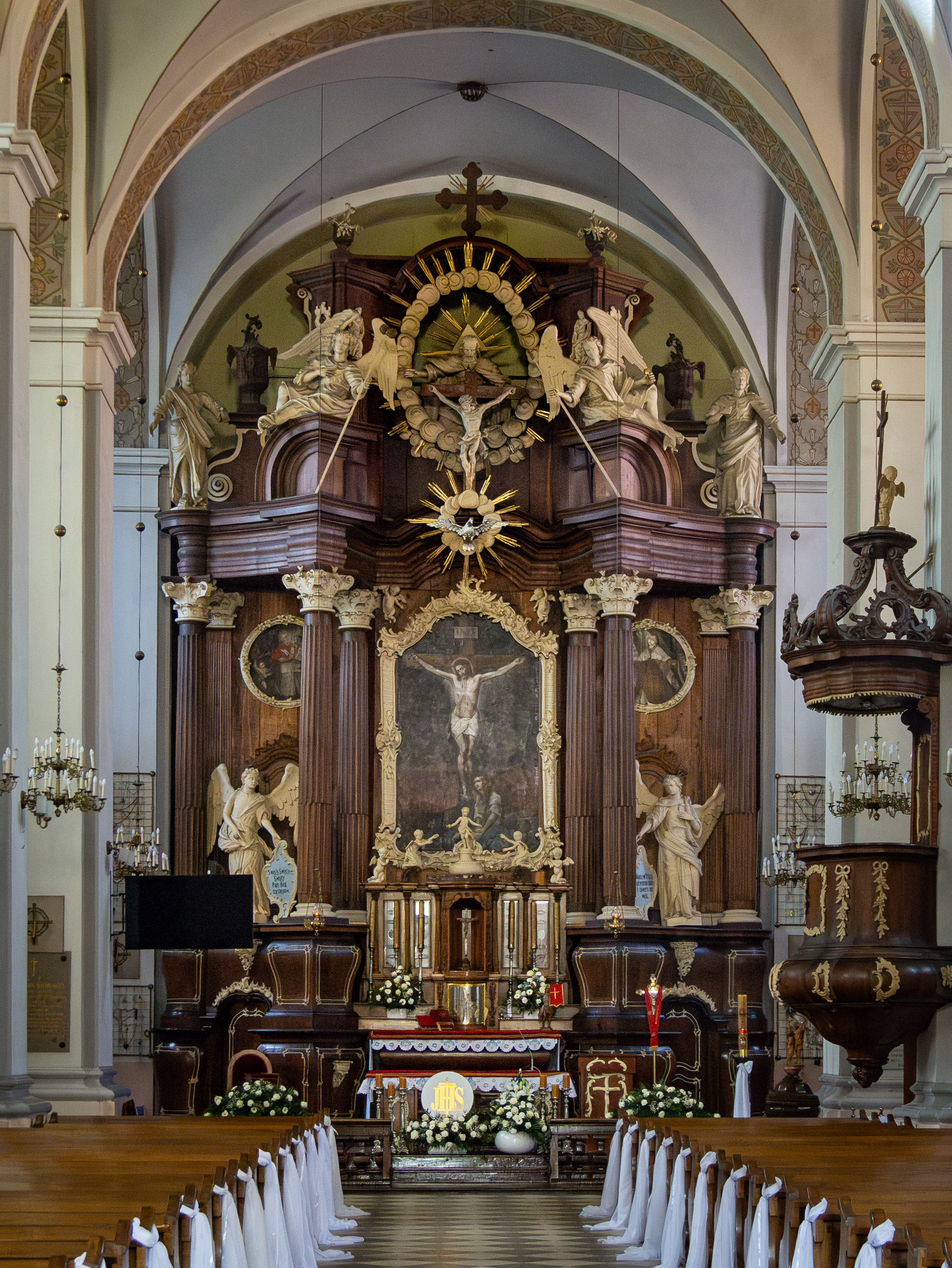
* Wnętrze